# Lakistas
Los poetas lakistas fueron un pequeño grupo de poetas ingleses de comienzos del siglo XIX. Compusieron, entre 1798 y 1815, los primeros poemas de tendencia claramente romántica. Son considerados parte del movimiento romántico. 
Como grupo, no siguieron ninguna "escuela" de pensamiento o práctica literaria conocida por entonces, aunque fueron menospreciados en conjunto por el Edinburgh Review. 

## Poetas del grupo

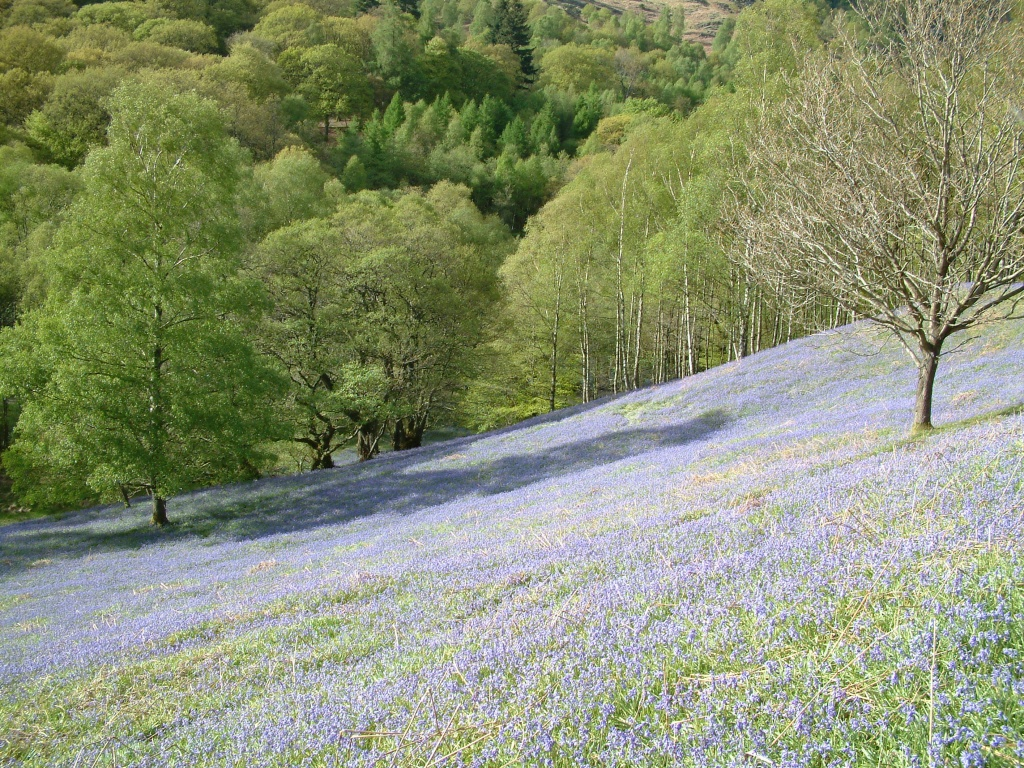
Campo de campanillas (Hyacinthoides non-scripta) entre Grasmere y Rydal Water, 2004.

Formaron este grupo William Wordsworth (1770-1850), Samuel Taylor Coleridge (1770-1834) y Robert Southey (1774-1843). Vivieron junto a los lagos del Noroeste de Inglaterra, en la zona conocida como Lake District, región de los lagos, (Cumbria), inspirándose en los encantos de su naturaleza. 
Thomas Gray fue el primer autor que llamó la atención sobre la región, cuando escribió un diario de su Grand Tour en 1769. Como precedente se cita a Samuel Rogers (1762-1832), poeta prerromántico. 
Fueron los poemas de William Wordsworth, verdadero jefe de la escuela lakista, los más famosos e influyentes. El poema de Wordsworth I Wandered Lonely as a Cloud, inspirado por la vista de narcisos en las orillas de Ullswater, sigue siendo uno de los más famosos en lengua inglesa. De sus ochenta años de vida, sesenta los pasó entre sus lagos y montañas, primero como un niño de escuela en Hawkshead, y después viviendo en Grasmere (1799-1813) y Rydal Mount (1813-50).
En la iglesia de Grasmere fueron enterrados el poeta y su mujer, y muy cerca quedan los restos de Hartley Coleridge (hijo del poeta Samuel Taylor Coleridge), que vivió durante muchos años en Keswick, Ambleside y Grasmere. Robert Southey, amigo de Wordsworth, residió en Keswick durante cuarenta años (1803-43), y fue enterrado en el cementerio de Crosthwaite. Samuel Taylor Coleridge vivió algún tiempo en Keswick, y también con los Wordsworth en Grasmere. 
Influyeron en muchos otros poetas, pudiéndose citar, entre otros, al estadounidense William Cullen Bryant (1794-1878). Thomas Temple (1775-1845) y Walter Scott (1771-1832) son otros dos poetas considerados lakistas. 
Igualmente, se relacionan con esta tendencia poética: James Montgomery (1771-1854), Walter Savage Landor (1775-1864), Thomas Campbell (1777-1844), Ebenezer Elliot (1781-1849), James Sheridan Knowles, el escocés Wilson, Henry Milman (1791-1868) y dos poetisas: Felicia Dorothea Hemans y Leticia Landon.

## El Lake District

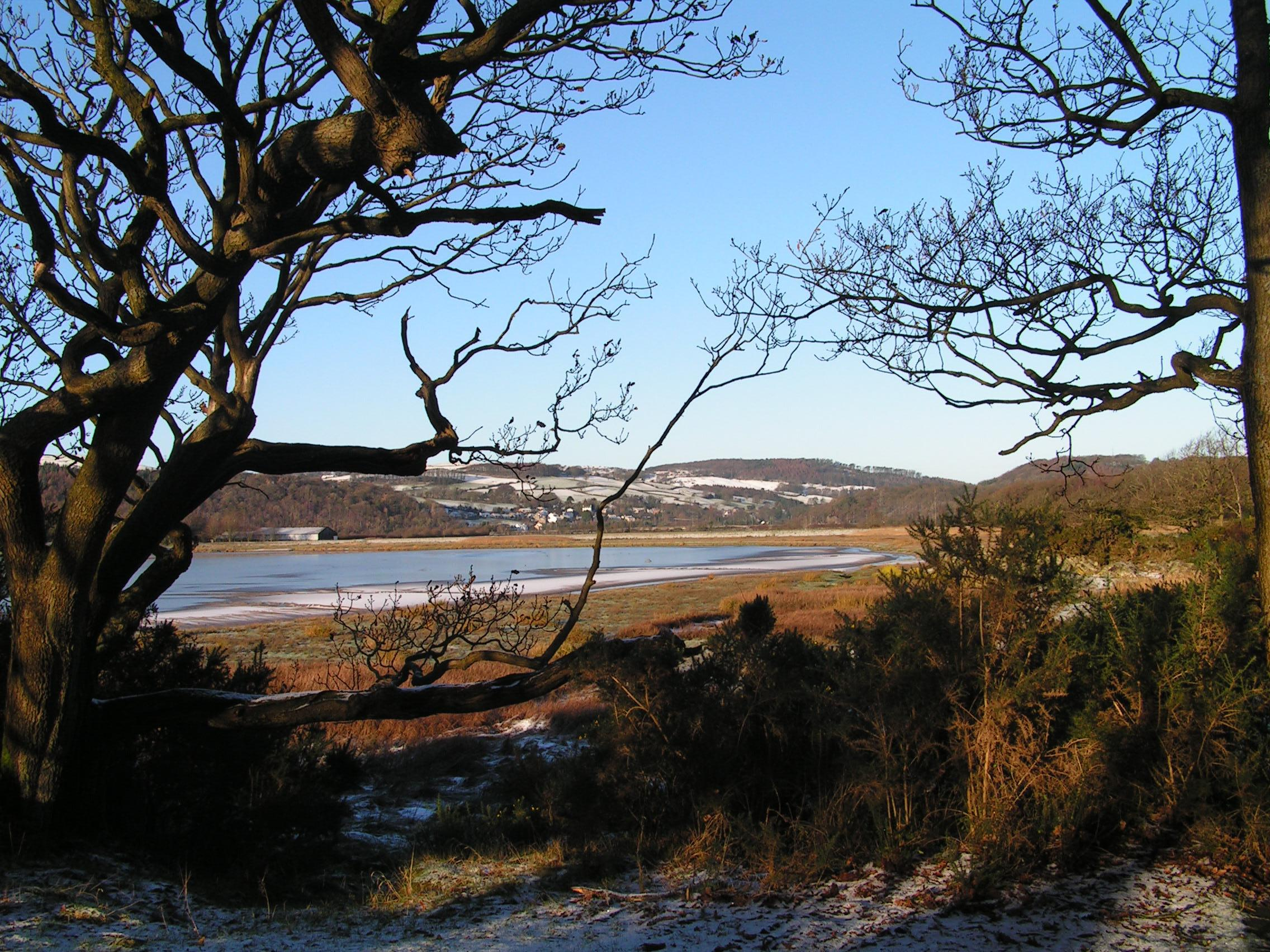
Día de Navidad en Haverthwaite, Ulverston.

Los lakistas pusieron de moda esta región de los lagos. Actualmente, el Lake District National Park es uno de los catorce parques nacionales del Reino Unido. Se encuentra por completo en Cumbria, y es una de las pocas regiones montañosas de Inglaterra. Todas las tierras de Inglaterra que superan los tres mil pies por encima del nivel del mar se encuentra dentro del parque.

## Otros autores del Lake District
La influencia de los lakistas se mostró en muchos otros autores que vivieron aquí.
Desde 1807 hasta 1815 John Wilson vivió en Windermere. De Quincey pasó gran parte de los años 1809 a 1828 en Grasmere, en el primer cottage que habitó Wordsworth. 
Ambleside, o sus alrededores, fueron el lugar de residencia de Thomas Arnold, que pasó aquí las vacaciones de los diez últimos años de su vida y de Harriet Martineau, quien se hizo aquí una casa en 1845. 
En Keswick, nació la señora Lynn Linton (esposa de William James Linton), en 1822. 
Brantwood, una casa junto a Coniston Water, fue el hogar de John Ruskin durante los últimos años de su vida. 
Además, otros poetas y escritores visitaron la región de los lagos o tuvieron amistad con otros que residían allí. Entre ellos están Percy Bysshe Shelley, Sir Walter Scott, Nathaniel Hawthorne, Arthur Hugh Clough, Thomas Carlyle, John Keats, Alfred Tennyson, Matthew Arnold y Felicia Dorothea Hemans.

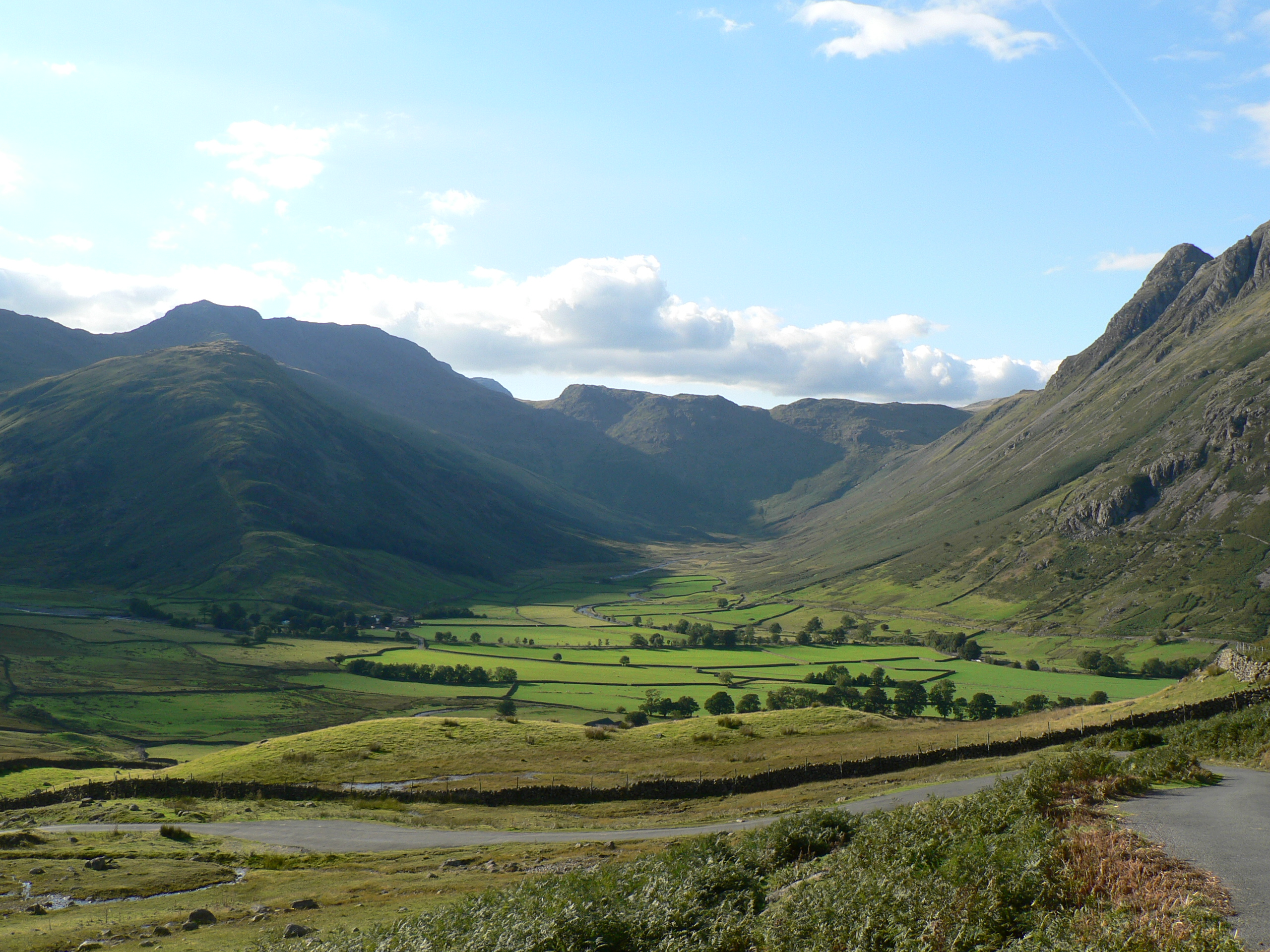
Vista hacia Little Langdale desde Great Langdale.

A principios del siglo XX, la escritora de cuentos infantiles Beatrix Potter vivió en la granja de Hill Top, ambientando muchos libros de su famoso Peter Rabbit en la región de los lagos. Más recientemente, Arthur Ransome vivió en la zona.
El novelista Hugh Walpole vivió en Brackenburn, en las laderas inferiores de Catbells sobre Derwentwater desde 1924 hasta su muerte en 1941. Mientras vivió en Brackenburn escribió The Herries Chronicle detallando la historia de una familia cumbria de ficción durante dos siglos. 
Algunos estudiosos del ciclo artúrico identifican esta región con el reino de Listenois, donde se encuentra el castillo del Grial y el rey Pelinor (o Pellinore).
Taylor Swift hace mención de este lugar y del grupo de poetas en su canción «The Lakes» (escrita por Taylor Swift y Jack Antonoff). De esto mismo se hace referencia en el documental de Disney+: Folklore: sesiones en long pond studio.